# أبو خطاب التونسي
أبو خطاب التونسي (توفي في 10 يونيو 2017) كان جهاديًا تونسيًا وقائدًا عسكريًا لتنظيم الدولة الإسلامية، وقد صعد إلى ثالث أعلى قائد للتنظيم بحلول عام 2017. في ذلك العام، تم تكليفه بالعمليات العسكرية في شرق الرقة، عاصمة داعش المعلنة، والتي تعرضت لهجوم من قبل قوات سوريا الديمقراطية في 6 يونيو 2017. بعد أربعة أيام فقط من بداية المعركة، قُتل أبو خطاب على الخطوط الأمامية في الضاحية الرومانية، إلى جانب 12 من مقاتلي داعش الآخرين، خلال تبادل لإطلاق النار مع مقاتلي قوات سوريا الديمقراطية. واعتبر مقتله بمثابة «ضربة جديدة لتنظيم داعش الإرهابي».